# Leïla Shahid
Pour les articles homonymes, voir Shahid et Famille al-Husseini.
Leïla Shahid, en arabe : ليلى شهيد, née Leïla al-Husseini Shahid le 13 juillet 1949 à Beyrouth au Liban, est déléguée générale de Palestine en France de 1994 à novembre 2005, puis ambassadrice de la Palestine auprès de l'Union européenne, de la Belgique et du Luxembourg de 2005 à 2015.

## Biographie
Leïla Shahid est née dans une famille déjà très impliquée dans le mouvement national palestinien après la chute de l’Empire ottoman et l’institution du mandat britannique sur la Palestine, censée préparer à l’indépendance. Sa mère Sirine Husseini Shahid est issue de deux grandes familles de Jérusalem les al-Husseini (elle est une petite-nièce du grand mufti de Jérusalem Mohammed Amin al-Husseini) et les al-Alami ; elle est la petite-fille de Faidi al-Alami qui fut maire de Jérusalem de 1906 à 1909, et député de Jérusalem au Parlement ottoman de 1914 à 1918, le père de celui-ci, Moussa al-Alami avait lui aussi été maire de la ville à la fin du XIXe siècle.
Abd al-Kader al-Husseini, combattant durant la guerre de Palestine de 1948, mort au combat, fait partie de ses cousins.
À l'époque où la Palestine était sous mandat britannique, les dirigeants du mouvement nationaliste palestinien étaient déportés par les Britanniques vers des camps militaires et leurs familles vers des pays sous mandat français. C'est ainsi que la mère de Leïla a été déportée au Liban, où elle rencontre son mari Munib Shahid (en), originaire de Saint-Jean-d’Acre en Palestine (et arrière-petit-fils de Bahá’u’lláh, fondateur de la foi baha'ie), qui effectuait alors ses études de médecine à l'université américaine de Beyrouth (AUB), où il sera professeur de médecine ; ils se marieront en 1944 et auront trois filles (Leïla Shahid, épouse Mohammad Berrada, et ses deux sœurs, Maya Shahid, épouse David Corm, et Zeina Shahid, épouse Souheil Rached).

### Premiers engagements
La guerre des Six Jours éclate le 5 juin 1967, le jour où Leïla Shahid passe son baccalauréat au Collège protestant français de Beyrouth. Bouleversée par la défaite inattendue des trois armées arabes – syrienne, égyptienne, jordanienne – face à l'attaque surprise de l'armée israélienne, la jeune fille réagit en s’impliquant dans l’action en s'engageant au sein du Fatah. Elle décide de se consacrer à une activité sociale et politique dans les camps de réfugiés palestiniens du Sud-Liban.
En 1968, Leïla Shahid entreprend des études de sociologie et d'anthropologie à l'université américaine de Beyrouth (AUB), un des foyers historiques de la contestation politique palestinienne. En 1974, elle passe une thèse qui a pour thème la structure sociale des camps de réfugiés palestiniens, puis s'inscrit à l'École pratique des hautes études de Paris afin de préparer un doctorat sur le même sujet. Elle rencontre à Paris Ezzedine Kalak, futur représentant de l’Organisation de libération de la Palestine (OLP) en France (assassiné en 1978), qui la pousse à le remplacer à la présidence de l'Union des étudiants palestiniens en France, en 1976.
Évoluant dans un milieu d'intellectuels où se croisent des universitaires, des écrivains, des cinéastes de la Nouvelle Vague, les critiques des Cahiers du cinéma, la jeune militante fait la connaissance de l'écrivain marocain Mohamed Berrada qu'elle épouse en 1978 et ils vivent au Maroc pendant près de dix ans où ils reçoivent fréquemment leur ami Jean Genet, puis, après Bruxelles, dans un hameau du Gard, département du Sud de la France.
En septembre 1982, en compagnie de Jean Genet, Leïla Shahid part à Beyrouth. C'est alors qu'ont lieu les massacres des camps de réfugiés de Sabra et Chatila, situés au sud de la ville, massacres perpétrés par les Phalanges libanaises. L'armée israélienne fut accusée de porter une « responsabilité indirecte » pour ne pas les avoir empêchés alors qu'elle contrôlait les accès au camp. Arrivés sur place, ils découvrent une vision d'horreur qui inspirera à l'écrivain le texte Quatre heures à Chatila et Le Captif amoureux dédié aux Palestiniens.

### Représentante de la Palestine
En 1989, Leïla Shahid est nommée représentante de l'OLP en Irlande, et en 1990 représentante de l'OLP aux Pays-Bas puis au Danemark. De 1994 à 2005, elle est déléguée générale de Palestine en France,.
De 2005 à 2015, Leïla Shahid est déléguée générale de la Palestine auprès de l'Union européenne à Bruxelles. Outre ses interventions régulières sur les médias, et son action politique, elle a en automne 2008 initié la Saison artistique et culturelle Masarat/Palestine, en Communauté française Wallonie-Bruxelles, sous le haut patronage de la ministre des Relations internationales de la Communauté française avec le soutien de la ministre de la Culture. Le comité palestinien pour l'organisation était placé sous la présidence du poète Mahmoud Darwich décédé en août 2008.
Elle a pu visiter pour la première fois les territoires palestiniens en 1994 après la signature des accords d'Oslo en 1993.
En 1999-2000, elle participe au film de Richard Dindo Genet à Chatila.
Elle est l'une des trois promoteurs du tribunal Russell sur la Palestine dont les travaux ont commencé le 4 mars 2009.
En mars 2009, Michèle Collery lui a consacré un film produit par la chaîne Arte et la TSR (Télévision suisse romande) : Leïla Shahid, l'espoir en exil et en 2017 Michèle Collery a réalisé, toujours avec Leïla Shahid, le documentaire Jean Genet, Un Captif amoureux, parcours d'un poète combattant (74 min).
En 2012, elle dresse le constat désabusé que le choix fait il y a vingt ans par l'Autorité palestinienne de renoncer à la lutte armée n'a pas porté ses fruits : « [N]ous avons décidé, il y a 19 ans, d’arrêter toute la lutte militaire pour décider de négocier la solution de deux États. Mais soyons honnêtes, nous avons échoué (...) [ç]a fait 20 ans que nous négocions soi-disant une solution de l’occupation militaire de nos territoires depuis 45 ans. (...) Nous n’avons même pas réussi à faire retirer l’armée israélienne ni de Gaza ni de Cisjordanie, ni de Jérusalem-Est. Donc regardons la réalité en face : la communauté internationale est responsable aussi de notre propre échec. ».
En 2015, elle prend sa retraite professionnelle pour se consacrer à des actions culturelles pour la diaspora palestinienne.
Le 9 octobre 2023, sur France Inter, face à Élie Barnavi, ancien ambassadeur israélien en France, elle refuse de répondre à une demande de condamnation de l'attaque du Hamas contre Israël, juge les images terribles, et indique que, comme Élie Barnavi, elle est là pour essayer de comprendre comment on a pu arriver à une situation telle.